# Elezioni legislative in Burkina Faso del 2012
Le elezioni legislative in Burkina Faso del 2012 si tennero il 2 dicembre per il rinnovo dell'Assemblea nazionale.

## Risultati
| Liste                                                                             | Voti      | %     | Seggi |
| --------------------------------------------------------------------------------- | --------- | ----- | ----- |
| Congresso per la Democrazia e il Progresso                                        | 1.467.749 | 48,66 | 70    |
| Alleanza per la Democrazia e la Federazione - Raggruppamento Democratico Africano | 338.970   | 11,24 | 18    |
| Unione per il Progresso e il Cambiamento                                          | 334.453   | 11,09 | 19    |
| Unione per la Rinascita/Partito Sankarista                                        | 131.592   | 4,36  | 4     |
| Partito per la Democrazia e il Socialismo/Metba                                   | 118.713   | 3,94  | 2     |
| Unione per la Repubblica                                                          | 92.935    | 3,08  | 5     |
| Convenzione delle Forze Democratiche del Burkina                                  | 72.299    | 2,40  | 3     |
| Organizzazione per la Democrazia e il Lavoro                                      | 62.479    | 2,07  | 1     |
| Unione Nazionale per la Democrazia e lo Sviluppo                                  | 43.795    | 1,45  | 1     |
| Alternativa Faso                                                                  | 40.310    | 1,34  | 1     |
| Raggruppamento per lo Sviluppo del Burkina                                        | 29.164    | 0,97  | 1     |
| Partito della Rinascita Nazionale                                                 | 26.125    | 0,87  | -     |
| Alleanza Nazionale per lo Sviluppo/Partito della Giustizia Sociale                | 23.719    | 0,79  | -     |
| Raggruppamento per la Democrazia e il Socialismo                                  | 23.504    | 0,78  | 1     |
| Fronte delle Forze Sociali                                                        | 22.090    | 0,73  | -     |
| Convenzione Nazionale per il Progresso del Burkina                                | 13.505    | 0,45  | 1     |
| Altri                                                                             | 174.977   | 5,80  | -     |
| Totale                                                                            | 3.016.379 |       | 127   |